# 窄頭蟾眼杜父魚
窄頭蟾眼杜父魚，為輻鰭魚綱鮋形目杜父魚亞目隱棘杜父魚科的其中一種，為溫帶海水魚，分布於西南太平洋紐西蘭海域，棲息深度549-629公尺，體長可達29公分，棲息在底層水域，生活習性不明。

## 扩展阅读
維基物種上的相關：窄頭蟾眼杜父魚